# Luka (Česká Lípa)
Luka é uma comuna checa localizada na região de Liberec, distrito de Česká Lípa‎.